# Rosa Bavarese
Rosa Bavarese, född 1710, död 1755, var en tysk operasångare.
Hon var hovsångare i hovkapellet vid det bayerska hovet i Nymphenburg 1732-1755. 